# Деньги (роман)
«Де́ньги» (фр. L'Argent) — восемнадцатый роман французского писателя Эмиля Золя, входящий в двадцатитомный цикл «Ругон-Маккары». Произведение публиковалось с 1890 по 1891 год в журнале «Gil Blas». Впервые отдельной книгой вышло в 1891 году.
В центре романа — «финансовый мир» Второй империи. Финансист Саккар — главный герой произведения — типический образ человека данной эпохи в её политических, нравственных и философских тенденциях.

## Содержание
Время действия произведения определено точно: роман начинается в 1864 и заканчивается в 1868 году.
В тексте рассказывается о судьбах примерно 20 персонажей, охватывающих все социальные слои.

#### Сюжет

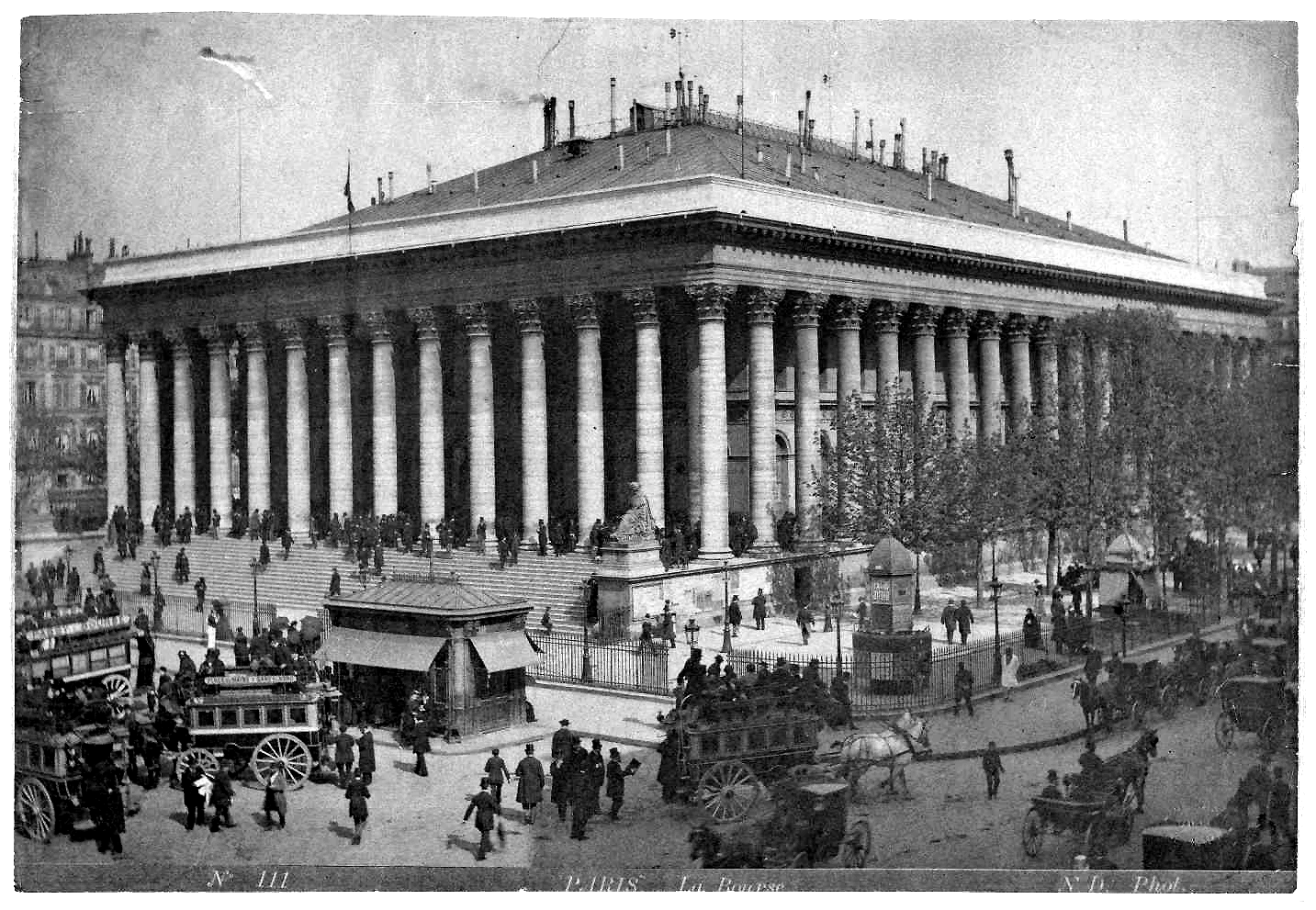
Парижская фондовая биржа, Париж, ~1890 год

Аристид Саккар (см. «Добыча» Золя) обанкротился, и близкие отвернулись от него. Пытаясь выйти из тяжёлого положения, герой поддерживает идеи, которыми воодушевлён его сосед, инженер Жорж Гамлен. У Гамлена есть план восстановить христианство на Ближнем Востоке и построить там железнодорожные линии, улучшить дороги, отремонтировать порты восточного Средиземноморья для перевозки грузов и др. Саккар решает создать банк для финансирования этих проектов. Его мотивирует в первую очередь возможность заработать невероятные суммы и восстановить своё положение на бирже. К тому же Саккар является убеждённым антисемитом и рассматривает это предприятие как возможность ударить по еврейским банкирам.
С самого начала Всемирный банк Саккара стоит на шаткой почве. Чтобы манипулировать акциями, Саккар и другие члены синдиката, который был создан для быстрого старта, покупают собственные акции и скрывают доходы от этой деятельности, на незаконность которой неоднократно указывает Каролина, сестра Жоржа Гамлена, ставшая возлюбленной Саккара.
Пока Гамлен находится в Константинополе, чтобы заложить фундамент для своего предприятия, банк Саккара набирает обороты, цены на акции растут. Саккар покупает несколько газет, которые поддерживают иллюзию легитимности. Дела у банка идут в гору.

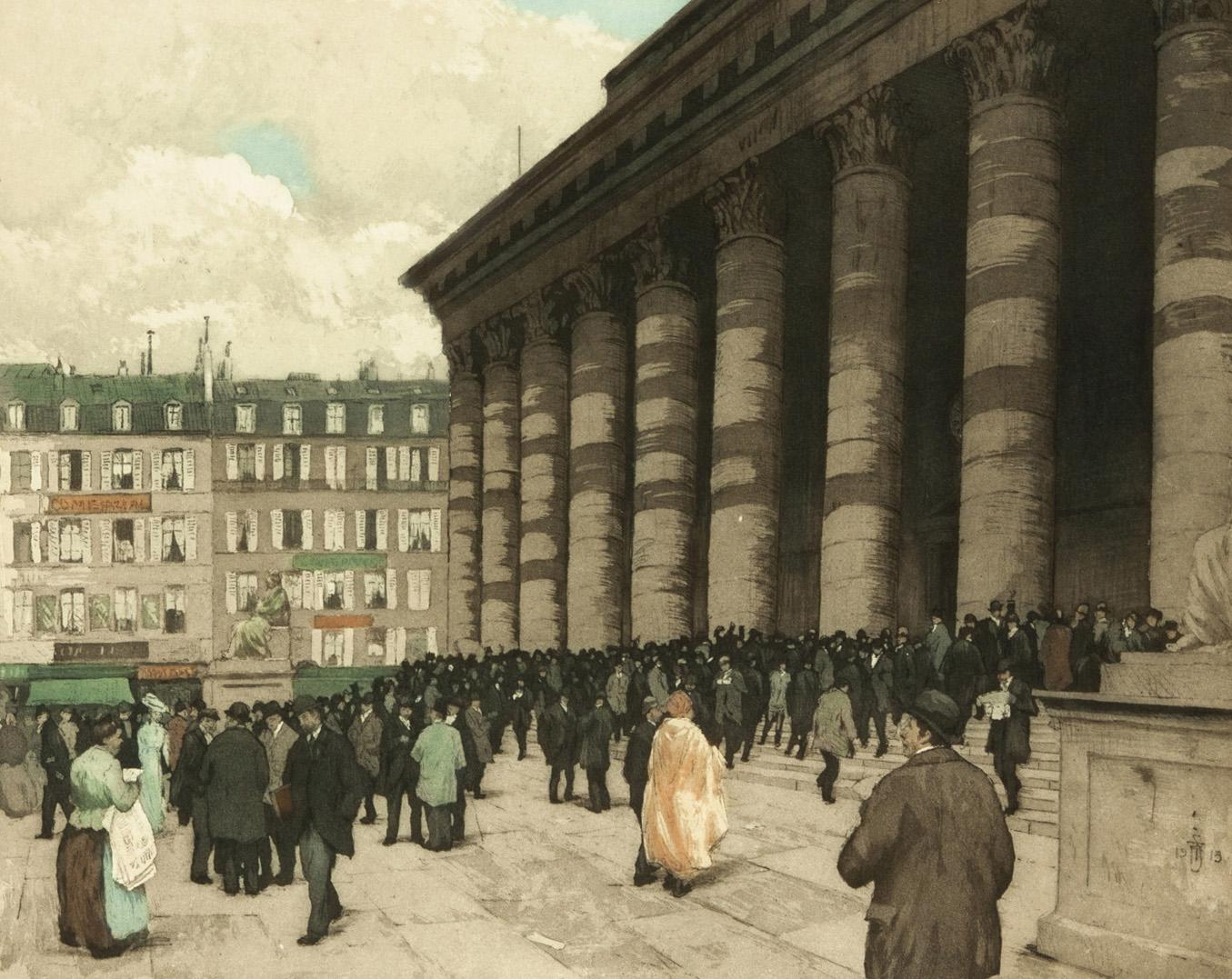
Парижская фондовая биржа, работа 1900-х годов

Каролина узнаёт, что у Саккара есть сын Виктор, которого она пытается спасти от жизни в крайней нищете. Но Виктора нельзя исправить: жадность, лень и воровство стали неотъемлемой частью его самого (см. натурализм и наследственность).
Банк активно развивается, мечты Саккара сбываются, но он не останавливается на этом, у него появляются новые планы. Каролина и Жорж Гамлен пытаются убедить Саккара, что не нужно торопиться, но Саккар жаждет иметь ещё больше денег и славы, которые опьяняли героя.
В конце концов финансовые проблемы обрушиваются на Саккара: Всемирный банк терпит крах, который влияет на весь финансовый мир. Вся Франция ощущает его силу (ср. банкротство французского банка «Юньон Женераль»).
Последствия краха для персонажей романа также являются катастрофическими. Саккар и Жорж Гамлен приговариваются к пяти годам тюремного заключения. После вмешательства брата Саккара Эжена Ругона, который не хочет, чтобы брат сидел в тюрьме, их приговоры смягчают, и они покидают Францию. Саккар отправляется в Бельгию.
Роман заканчивается тем, что Каролина готовится последовать за своим братом в Рим.

## Исторический контекст
На фоне совершающихся в романе действий происходят важные исторические события:
- Резня христиан в Сирии (1860).
- Англо-франко-испанская интервенция в Мексику (1861—1867).
- Строительство Суэцкого канала, открытого в 1869 году.
- Австро-прусско-итальянская война (1866).
- Третья итальянская война за независимость (1866).
- Всемирная выставка (1867).
- Публикация «Капитала» в 1867 году, дано начало марксизму.
- Банкротство французского банка «Юньо́н Женера́ль» (фр. Union Générale) в 1882 году, что вызвало обвал котировок французских ценных бумаг.

## История создания

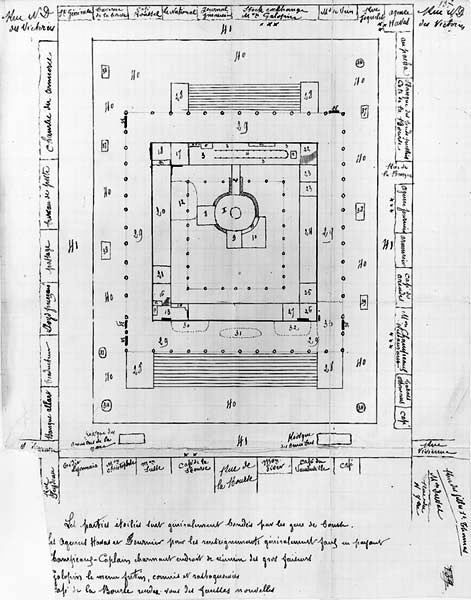
План Парижской биржи, нарисованный Золя

Для написания романа Золя черпал вдохновение в финансовых скандалах своего времени.
Собирать материалы для романа Золя стал в начале 1890 года: читал специальные сочинения, ходил на биржу, советовался с дельцами и финансистами и, так же как и его героиня Каролина, читал гражданский кодекс.

## Оценки
- Литературовед Г. Реизов: «Несколько изданий и переводов сделали роман популярным <…> среди широких кругов советских читателей, оценивших Золя как одного из самых крупных французских писателей XIX века. Исторический опыт XX столетия показал несостоятельность заключённых в романе общественных теорий Золя. Человечество движется к полному освобождению от капиталистического рабства иным путем, который действительно ведёт к торжеству нового, социалистического строя. Но гневные разоблачения капитализма, поразительные характеристики буржуазных дельцов и „правителей“, горячая симпатия к жертвам „цивилизации“, к простым людям Франции, страстное желание общественной справедливости, вера в наступление более разумного, более нравственного общественного устройства — все эти замечательные качества придают роману „Деньги“ большую культурную, художественную ценность и делают его близким всем прогрессивным людям мира, ведущим во главе с советским народом борьбу с империалистической реакцией»[3].
- Литературовед Ю. А. Ладыгин: «В художественной системе романа „Деньги“ лейтмотивные и символические образы получают функционально-смысловую устойчивость. Автор использует композицию романа в широком смысле термина, то есть взаиморасположение эпизодов и персонажей, а также композицию стилистическую — соположение словесно-стилистических средств повествования, которые, складываясь в определённую структуру, служат выражению авторского художественного замысла»[4].
- Комментарий экономиста Е. Чирковой, Коммерсантъ: «В „Деньгах“ описаны все важнейшие составляющие финансового пузыря: харизматичный лидер игры на повышение; объект спекуляции, перспективы которого выглядят очень привлекательно, но их чрезвычайно сложно оценить; грамотный пиар; благоприятная ситуация в экономике; проявление стадного инстинкта и массовое вовлечение в игру непрофессионалов. Пожалуй, научной книги с таким полным и глубоким описанием пузыря нет. Загадка, как это удалось Золя: он не был ни финансистом, ни психологом, да и основные труды по психологии толпы ещё не были опубликованы»[5].

## В культуре
- «Деньги» (фильм, 1928).
- «Деньги» (фильм, 1936).
- «Деньги» (1988), телеадаптация из трёх частей, снятая Жаком Руффио.
- «Деньги» (иммерсивная театральная постановка, 2009).